# 讷韦尔区
讷韦尔区（法語：Arrondissement de Nevers）是法国涅夫勒省所辖的一个区。总面积2025.4平方公里，总人口114397，人口密度56人/平方公里（2018年）。主要城镇为讷韦尔。

## 辖区
讷韦尔区辖有82个市镇。